# Karshi ITF Combined Event 2014
Il Karshi ITF Combined Event 2014 è stato un torneo di tennis facente parte della categoria ITF Men's Circuit nell'ambito dell'ITF Men's Circuit 2014 e dell'ITF Women's Circuit nell'ambito dell'ITF Women's Circuit 2014. Sia il torneo maschile che quello femminile si sono giocati a Qarshi in Uzbekistan dal 14 al 20 aprile 2014 su campi in cemento.

## Vincitori

### Singolare femminile
Tereza Smitková ha battuto in finale  Nigina Abduraimova con il punteggio di 6–3, 4–6, 7–6(7–4)

### Doppio femminile
Albina Khabibulina /  Anastasіja Vasyl'jeva  hanno battuto in finale  Ekaterina Byčkova /  Veronika Kudermetova con il punteggio di 2–6, 7–5, [10–4]

### Singolare maschile
Roman Safiullin ha battuto in finale  Temur Ismailov con il punteggio di 2–6, 7–5, 6–1

### Doppio maschile
Piotr Gadomski /  Adam Majchrowicz hanno battuto in finale  Markos Kalovelonis /  Shonigmatjon Shofayziyev con il punteggio di 7–5, 6–1